# Theo Pfeuffer
Theo Pfeuffer (* 26. Juni 1909 in Würzburg; † 9. März 1987) war ein deutscher Landwirt.
Pfeuffer besuchte die Volksschule in Schernau und die Oberrealschule in Würzburg und verließ diese mit der mittleren Reife. Er studierte Landwirtschaft an der Hochschule in Weihenstephan und war danach an der preußischen Versuchs- und Lehranstalt für Tierzucht in Tschedenitz bei Breslau und in anderen Betrieben tätig.
1927 trat er dem Corps Donaria zu Freising-Weihenstephan bei.
Nach dem Zweiten Weltkrieg, in dem er im Kriegsdienst aktiv war, übernahm er den Hof seiner Eltern in Schernau. Von 1954 bis 1977 war er stellvertretender Präsident des Bayerischen Bauernverbandes im Bezirksverband Unterfranken, ab 1958 gehörte er dem Präsidium des BBV an. Von 1969 bis 1982 war er Vorsitzender der Raiffeisen-Volksbanken Dettelbach und Umgebung, von 1963 bis 1972 und 1977 bis 1978 Vorsitzender des Aufsichtsrats der BayWa AG, von 1963 bis 1977 Präsident des Bayerischen Raiffeisenverbandes und außerdem Vorsitzender des Aufsichtsrats der Bayerischen Raiffeisen-Zentralkasse. Darüber hinaus war er über viele Jahre Bürgermeister von Schernau (heute Dettelbach) und von 1970 bis 1983 Mitglied des Bayerischen Senats.